# کندرا هریسون
کندرا هریسون (انگلیسی: Kendra Harrison) دونده آمریکایی رشته دو با مانع است. وی نماینده کشور آمریکا در مسابقات جهانی دو و میدانی ۲۰۱۵ و مسابقات داخل سالن اتحادیه بین‌المللی فدراسیون‌های دو و میدانی ۲۰۱۶ بود. هریسون در تاریخ ۲۲ ژوئیه ۲۰۱۶ توانست رکورد جدیدی در رشته دو ۱۰۰ متر با مانع کسب کند.